# Denix
En la mitología japonesa, Denix (デニックス) (Castellano: Denichi, Deniche, Denichie) es uno de los tres dioses de la guerra el cual es adorado especialmente por la secta de los cingopinas, que lo veneran como uno de sus patronos.
Deduciendo del lugar que se le asigna, se desprende que debe ser el mismo Amida, el mayor de los dioses del Olimpo japonés.
Se le representa con tres cabezas, las cuales simbolizan el Sol, la Luna y los elementos; cuenta con cuarenta manos, emblema de las cualidades celestes y de las elementales, representando el cuerpo la materia primitiva.
Según antiguos escritos, desde épocas tempranas en la mitología Japonesa, se habla sobre Denix(研究結果), y su nombre llegó a ser traducido y probablemente conocido por culturas como China, Coreana e Hindu, por algunas similitudes encontradas entre ellas. Aunque en japonés se escribe 研究結果 su traducción al castellano sería algo así como Deniche y para fines fonológicos correctos se debería utilizar la palabra Denichie, ya que al interponer la letra i entre la H y la E, se le da la pronunciación correcta al japonés.

## Relación con la cultura Occidental
Es muy raro que en la cultura occidental se encuentren referencias a Denix, aunque no es raro que sea utilizado para otros fines, por ejemplo por la Empresa Española DENIX SA, la cual fabrica réplicas de armas antiguas, y es uno  de los mayores proveedores de utilería antigua para películas de Hollywood, lo utiliza y casualmente es una fábrica de armas, también en su logo se puede encontrar cierta referencia a Denix. También se ha sabido que aparte de nombrar empresas, ha sido utilizado para nombrar personas (aunque solo se sabe de pocos casos aislados en Argentina, Estados Unidos y México), cosa que en Japón, en especial para la secta cingopina, sería muy mal visto y en épocas anteriores, el usar ese nombre, hubiera sido considerado una blasfemia, lo que seguramente, llevaría a la muerte a su portador.

## Uso Actual
Solo en Japón se estima que existen unos 30 000 miembros activos de la secta cingopina, lo cual muestra una considerable reducción en su uso, considerando que a finales del siglo XV, había alrededor de 100,000 a 150,000 miembros y a finales del siglo XIX se estima que había unos 80,000 miembros, con lo cual, queda clara su rápida reducción.
También es sabido que en las nuevas generaciones, su conocimiento sobre Denix es casi nulo ya que la mayor parte del legado histórico es transmitido a través de los ancestros por cantos y verbalmente.